# Kiong jezik
Kiong jezik (ISO 639-3: kkm; akayon, akoiyang, iyoniyong, okonyong, okoyong), nigersko-kongoanski jezik iz Nigerije koji pripada užoj skupini cross river, podskupini kiong-korop.
Govori ga još 100 ljudi (2004) od etničke populacije koja iznosi 569 u nigerijskoj državi Cross River u području lokalnih samouprava Odukpani i Akampka; uglavnom stariji ljudi.

## Vanjske poveznice
- Ethnologue (14th)
- Ethnologue (15th)